# Moux-en-Morvan
Moux-en-Morvan is een gemeente in het Franse departement Nièvre (regio Bourgogne-Franche-Comté) en telt 609 inwoners (2009). De plaats maakt deel uit van het arrondissement Château-Chinon (Ville).

## Geografie
De oppervlakte van Moux-en-Morvan bedraagt 41,3 km², de bevolkingsdichtheid is 14,3 inwoners per km².
De onderstaande kaart toont de ligging van Moux-en-Morvan met de belangrijkste infrastructuur en aangrenzende gemeenten.

## Demografie
Onderstaande figuur toont het verloop van het inwonertal (bron: INSEE-tellingen).